# Токмаков, Александр Иванович
Алекса́ндр Ива́нович Токмако́в (5 августа 1949, с. Россошь, Воронежская область — 27 мая 2001, Воронеж) — советский композитор, поэт и музыкант. Заслуженный артист Российской Федерации (1999 год).

## Биография
Родился 5 августа 1949 года в селе Россошь Репьёвского района Воронежской области.
А. И. Токмаков в 1966 году, закончив россошанскую среднюю школу, поступил на хоровое отделение Воронежского областного культурно-просветительного училища (фактически находившееся в городе Бобров Воронежской области). С 1968 по 1970 год служил в Советской Армии в должности начальника войскового клуба, где начал делать первые попытки писать песни. В 1970 году, поступив заочно в Орловский филиал Московского государственного института культуры, он начал работать в доме культуры в селе Семёно-Александровка Бобровского района Воронежской области в должности художественного руководителя (по 1973 год). Также преподавал в местной средней школе пение.
В 1973 году, приняв предложение Воронежского областного управления культуры, вернулся на свою малую родину и возглавил районный дом культуры села Репьёвка Воронежской области, где проработал последующие два года. С конца 1974 года и по 1983 год работал певцом, а затем хормейстером Воронежского Государственного русского народного хора. В это время пишет много частушек, страданий и припевок для солистов хора.
В 1983 году Александр Иванович организовал и возглавил ансамбль русской народной песни и танца «Кольцовский край» при Дворце машиностроителей в Воронеже. В состав ансамбля вошли профессиональные артисты. За годы работы с ансамблем А. И. Токмаков много пишет песен на свои стихи. Ансамбль «Кольцовский край» был постоянным участником гала-концертов в Москве и Воронеже, лауреатом и дипломантом Всероссийских и областных фестивалей и конкурсов. Ансамбль успешно гастролировал за рубежом. Песни Токмакова звучали в Германии, Мексике, Алжире, Индии и других странах.
В 1999 году А. И. Токмакову было присвоено почетное звание «Заслуженный артист России» и в этом же году в честь 50-летия вышел его поэтический сборник «Русь стозвонная». В сборник вошли песенные тексты, стихотворения, тосты, юморески.
Скончался на 52-м году жизни 27 мая 2001 года в Воронеже. Погребён в родном селе Россошь Воронежской области.

## Образование
- Воронежское областное культурно-просветительное училище, 1971
- Московский государственный институт культуры, 1976

## Публикации
А. И. Токмаков написал стихотворения, песни для народного голоса и вокальных ансамблей, которые были опубликованы в его сборниках:
- Русь стозвонная (Воронеж, 1999)
- Русь стозвонная (Воронеж, 2003)
- Струны моей души (Воронеж, 2008).

Несколько песен А. И. Токмакова вошли в золотой фонд Всесоюзного радио, такие как: «Когда поет Мордасова», «Играй, гармонь», «Баллада о Чижовском плацдарме», «Пришел вечер» и другие.
Среди стихов и песен также можно выделить: «Заблудились в сердце две дорожки», «Золотая околица», «Поговори со мной, моя деревня», «Поднимем тост за матерей», «Родина Пятницкого» и «Русь стозвонная».

## Память
- В 2005 году управление культуры администрации городского округа город Воронеж и городской Дворец культуры организовали первый городской фестиваль русской песни «Русь стозвонная» имени А. И. Токмакова, который стал проводиться в Воронеже ежегодно[1].

- В 2006 год управление культуры Воронежской области организовало первый областной фестиваль русской песни «Золотая околица» имени А. И. Токмакова, который проводится один раз в два года[2].

- В августе 2009 года на стене Дворца культуры Репьевского района Воронежской области была установлена памятная доска в честь А. И. Токмакова[3].

- В Воронежском областном краеведческом музее с 8 августа по 31 августа 2009 года проводилась выставка, посвящённая юбилею А. И. Токмакова[4].